# Corvus capensis
Corvus capensis е вид птица от семейство Вранови (Corvidae). Видът е незастрашен от изчезване.

## Разпространение
Разпространен е в Ангола, Ботсвана, Еритрея, Етиопия, Кения, Лесото, Намибия, Сомалия, Южна Африка, Южен Судан, Свазиленд, Танзания, Замбия и Зимбабве.